# Haj (przystanek kolejowy w obwodzie mohylewskim)
Haj (biał. Гай; ros. Гай) – przystanek kolejowy w pobliżu miejscowości Lulewa, w rejonie osipowickim, w obwodzie mohylewskim, na Białorusi. Położony jest na linii Homel - Żłobin - Mińsk.